# 風間信昭
風間 信昭（かざま のぶあき、生年不詳 - 1354年（正平9年/文和3年）頃没）は、鎌倉時代末期から南北朝時代初期にかけて、南朝方として活動した、現在の新潟県にあたる越後国の武将。通称、信濃守また越後守とも。現在の新潟県上越市にあたる越後国頸城郡の直峰城主。越後風間氏の当主。

## 生涯
現在の長野県長野市にあたる信濃国上水内郡の出身といい、また同郡風間の式内社である風間神社の庄司家を出自とすると伝えられる。
風間氏の築城とされる村岡城の存在や、信昭が風間氏の菩提寺として徳治2年（1307年）に相模国鎌倉郡名瀬（現在の神奈川県横浜市戸塚区名瀬町）に開基したと伝わる日蓮宗寺院の経王山妙法寺を、さらに元亨3年（1323年）に越後国村田（新潟県長岡市村田）に移転し、法王山妙法寺として開基したとする伝承などから、鎌倉時代末期頃に信昭とその一族は信濃国から越後国に入ったと推定されている。
建武2年（1335年）に足利尊氏が建武政権に背くと、信昭は舎弟・村岡三郎とともに新田義貞軍に属して、同11月から南朝方の越後勢に加わり各地を転戦、色部高長ら北朝勢と交戦した。しかし旗色は振るわず、延元元年/建武3年（1336年）2月には南朝方の諸氏と共に長岡市島崎の島崎城（奈良崎城）に立て籠もるも、色部高長らに攻められ敗北した。
延元2年/建武4年（1337年）に信濃府中、延元3年/暦応元年（1338年）には北陸道にも出陣したが、総大将の新田義貞が越前国藤島（福井県福井市新田塚）における藤島の戦いで討死したのを機に信昭らは越後に帰国した。
その後、正平7年/文和元年（1352年）には南朝方の宗良親王に従って同閏2月（新暦4月）に出陣、しかし武蔵野合戦にまたも敗北して再び帰国。それ以降は越後国内で北朝勢諸氏と戦っている。正平7年/文和元年8月5日（1352年9月13日）に蔵王堂（長岡市）や大面荘（新潟県南蒲原郡）での戦いで出された軍忠状に信昭と思われる「風間越後守」の名が信昭の嫡子とされる「同右京亮長頼」の名と共に見えるが、これを最後に信昭の名は史料上に現れなくなる。その一方で正平10年/文和4年（1355年）3月に嫡子・長頼が上杉憲将勢を顕法寺城・柿崎城に攻めて陥落させている。しかしまた、長頼のこの戦いを示す軍忠状には北朝年号が記されていることから、長頼は北朝側に帰属していたと考えられている。このため南朝に忠実であった信昭はこの頃までには死去していたのではないかと推定されている。

## 墳墓
長岡市村田の日蓮宗寺院・興立山治暦寺の裏山（廟山）に宝篋印塔があり、信昭の墓と伝えられている。「風間信濃守信昭の墓」として長岡市指定史跡。